# District de Nishisonogi
Nishisonogi (西彼杵郡, Nishisonogi-gun) est un district (郡, gun) de la préfecture de Nagasaki, au Japon. Couvrant 49,54 km2, il englobe deux bourgs : Nagayo et Togitsu.
Le 1er janvier 2009, le district comptait 72 238 habitants pour une densité de 1 460 habitants par km².

## Histoire
Auparavant, les bourgs de Takashima, Iōjima, Kōyagi, Nomozaki, Sanwa et Sotome faisaient partie du district. Le 4 janvier 2005, ils ont intégré la ville de Nagasaki.